# Lijst van beelden in Wijk bij Duurstede
Dit is een (onvolledige) chronologische lijst van beelden in Wijk bij Duurstede. Onder een beeld wordt hier verstaan elk driedimensionaal kunstwerk in de openbare ruimte van de Nederlandse gemeente Wijk bij Duurstede, waarbij beeld wordt gebruikt als verzamelbegrip voor sculpturen, standbeelden, installaties, gedenktekens en overige beeldhouwwerken.
| Geplaatst | Omschrijving                                 | Kunstenaar              | Straat                                   | Plaats             | Materiaal   | Afbeelding |
| --------- | -------------------------------------------- | ----------------------- | ---------------------------------------- | ------------------ | ----------- | ---------- |
| 1906?     | Heilige met lelie                            |                         | Kerkweg 9, bij Sint-Petrus en Pauluskerk | Cothen             |             |            |
| 1947      | Verzetsmonument                              | Hubert van Lith         | Singel                                   | Wijk bij Duurstede |             |            |
| 1948      | Piet de Springer                             | Johan van Zweden        | Schoolweg                                | Langbroek          |             |            |
| 1950 ca.  | Flora en Fauna                               |                         | Singel 1 (Buitenplaats De Wildkamp)      | Wijk bij Duurstede |             |            |
| 1976      | Oma met kind                                 | Joop Hekman             | Gansfortstraat 4 (woonzorgcentrum)       | Wijk bij Duurstede | brons       |            |
| 1999-2000 | Embrasure                                    | Niko de Wit             | Rijndijk ter hoogte Wildemansteeg        | Wijk bij Duurstede | cortenstaal |            |
| 2000      | Bloemenpoort                                 | Marianne van den Heuvel | Walplantsoen                             | Wijk bij Duurstede | hardsteen   |            |
| 2000      | Toren                                        | Loek Hambeukers         | Kerkplein, Klooster Leuterstraat 35      | Wijk bij Duurstede | brons       |            |
| 2000      | Vrouwenpoort                                 | Rob Schreefel           | Langs de Wal / Dijkstraat                | Wijk bij Duurstede | graniet     |            |
| 2000      | Bebouwde Brug over de Langbroekerwetering    | Cor Litjens             | Langbroekerdijk                          | Langbroek          |             |            |
| 2012      | Sterren van weleer                           | Yvonne Visser           | van Egmondplein                          | Wijk bij Duurstede |             |            |
| 2016      | Bonifatius (gevelsteen)                      |                         | Markt 22 (Grote kerk)                    | Wijk bij Duurstede |             |            |
| 2022      | Buitenplaatsje (rood bankje)                 | André van Zwieten       | Langbroekerdijk A bij 83                 | Langbroek          | metaal      |            |
|           | Plaquette                                    |                         | Toegangspoort kasteel, einde Muntstraat  | Wijk bij Duurstede |             |            |
|           | Toffe Peer                                   | Ab Bosman               | de Brink                                 | Cothen             |             |            |
|           | Visser en Ruiter                             |                         | Mgr. Le Blancstraat 4                    | Cothen             |             |            |
|           | Viking                                       |                         | Havenweg bij 5                           | Wijk bij Duurstede |             |            |
|           | Dicht bij de Kromme Rijn (straatpoëzie)      | Stef Stokhof de Jong    | Walplantsoen/ Rijndijk                   | Wijk bij Duurstede | steen       |            |
|           | Heen & Weer (straatpoëzie)                   |                         | Dijkstraat bij 2                         | Wijk bij Duurstede |             |            |
|           | Het verleden valt uit de tijd (straatpoëzie) |                         | Muntstraat 42                            | Wijk bij Duurstede |             |            |
|           | Zerk met gedicht (straatpoëzie)              |                         | Hijmanspad (Joodse begraafplaats)        | Wijk bij Duurstede |             |            |